# Roberto Carlos
Roberto Carlos da Silva, född 10 april 1973 i Garça, São Paulo, är en brasiliansk före detta fotbollsspelare. Han avslutade sin karriär som spelande tränare för det indiska laget Delhi Dynamos. Han jobbar numera som fotbollsambassadör.

## Landslaget
Roberto Carlos gjorde sin landslagsdebut 1992 och slutade i laget efter VM i Tyskland 2006. Han var med då laget vann guld i fotbolls-VM 2002 och silver 1998.
Det mål som Carlos troligtvis är mest känd är den frispark han slog då Brasilien spelade för-VM mot Frankrike 1997. Frisparken skruvades runt muren, antogs gå utanför, men gick stolpe in bakom en förundrad  Barthez i Frankrikes mål.

## Real Madrid
Carlos spelade för den spanska Real Madrid i sammanlagt elva år och är den utländske spelare som har spelat flest år för klubben någonsin. Han vann även spanska ligan med klubben fyra gånger (1998, 2001, 2003 och 2007). Han fick 2 augusti 2005 spanskt medborgarskap, vilket Real Madrid kunde dra nytta av, då de kunde värva brasilianaren Robinho. Detta på grund av att man i spanska ligan får ha högst tre spelare som inte är medborgare i EU.
I en match mot Tenerife den 21 februari 1998 gjorde Carlos ett mål som har kommit att kallas för "det omöjliga målet". Carlos befann sig på vänsterkanten 21 meter från den vänstra stolpen och 29 meter från den högra och mindre än en meter från kortlinjen, vilket alltså innebar att han i praktiken låg parallellt med mållinjen, när han hann ikapp en djupledspassning och sköt bollen i mål.

## Fenerbahçe SK
2007 vann han spanska ligan och skrev på för den turkiska toppklubben Fenerbahçe. I och med övergången slogs det säljrekord i Fenerbahçes souvenirshop, då det såldes 60 000 tröjor med hans namn, på bara 24 timmar.. Hans sista match där var den 23 december 2009 innan han skrev på ett kontrakt med den brasilianska klubben Corinthians.

## Corinthians
Den 15 december 2009 skrev han ett kontrakt med Corinthians. Presentationen skedde den 4 januari 2010. Carlos återförenades med sin landslagskamrat, samt gamla lagkamrat Ronaldo som spelade i Real Madrid förut.
¨

## Anzhi Makhachkala
I januari 2011 skrev Roberto Carlos på för den ryska klubben Anzhi Makhachkala. I mars 2012 meddelade Anzhi Makhachkala att Roberto Carlos inte fanns med i truppen då han från och med det jobbade heltid som sportchef. Detta jobb hade han till 2015 då han blev spelande tränare i indiska Delhi Dynamos.

## Meriter

### Brasilien
- Copa America: 1997, 1999
- VM-Silver: 1998
- VM-Guld: 2002
- OS-brons 1996

### Palmeiras
- Brasilianska ligan: 1992/1993

### Real Madrid
- La Liga: 1996/1997, 2000/2001, 2002/2003, 2006/2007
- Uefa Champions League: 1997/1998, 1999/2000, 2001/2002
- Supercopa de España: 1996/1997, 2000/2001, 2002/2003
- Uefa Super Cup: 2002
- Interkontinentala cupen: 1998, 2002

### Individuella priser
- FIFA World Player of the Year: Andra plats 1997
- Best Player in Gustaf Linné Academy  1988